# Děkanství telčské
Děkanství telčské je územní část brněnské diecéze s centrem v Telči. Zahrnuje 29 římskokatolických farností. Děkanství je starobylé, dočasně bylo zrušeno v roce 1951. Obnoveno a nově vymezeno bylo při reformě členění brněnské diecéze k 1. červenci 1999.
K 1. srpnu 2025 se stal děkanem Jiří Dobeš, před ním v pozici děkana působil Josef Maincl.

## Seznam farností
| Farnost           | Správce                                                              | Farní kostel                          |
| ----------------- | -------------------------------------------------------------------- | ------------------------------------- |
| Budeč             | administrátor excurrendo, R. D. Vojtěch Zahrádka                     | Zvěstování Panny Marie                |
| Cizkrajov         | administrátor excurrendo, Staré Hobzí                                | sv. Petra a Pavla                     |
| Český Rudolec     | administrátor excurrendo, P. Mgr. Antonín Marek Příkaský, OCarm.     | Narození sv. Jana Křtitele            |
| Dačice            | R. D. Mgr. Karel Janů                                                | sv. Vavřince                          |
| Dešná u Dačic     | administrátor excurrendo, Dačice                                     | Narození sv. Jana Křtitele            |
| Dlouhá Brtnice    | administrátor excurrendo, P. Mgr. Michael Alois Hladil, OPraem.      | sv. Václava                           |
| Horní Slatina     | administrátor excurrendo, R. D. Vojtěch Zahrádka                     | sv. Jiljí                             |
| Kostelní Myslová  | administrátor excurrendo, P. Mgr. Serafim Jan Smejkal, OCarm.        | sv. Václava                           |
| Kostelní Vydří    | P. Mgr. Václav Brož, OCarm.                                          | Panny Marie Karmelské                 |
| Krasonice         | administrátor excurrendo, P. Mgr. Bc. Petr Pavel Severin, OPraem.    | sv. Vavřince                          |
| Lipolec           | administrátor excurrendo, P. Václav Brož, OCarm.                     | sv. Lamberta                          |
| Matějovec         | administrátor excurrendo, P. Mgr. Antonín Marek Příkaský, OCarm.     | sv. Oldřicha a Linharta               |
| Mrákotín          | administrátor excurrendo, Studená                                    | sv. Jiljí                             |
| Nová Říše         | P. Mgr. Marian Rudolf Kosík, OPraem.                                 | sv. Petra a Pavla                     |
| Nové Sady         | administrátor excurrendo, Dačice                                     | sv. Oldřicha                          |
| Olšany u Dačic    | administrátor excurrendo, Studená                                    | sv. Václava                           |
| Palupín           | administrátor excurrendo, Studená                                    | sv. Václava                           |
| Popelín           | administrátor excurrendo, Studená                                    | sv. Petra a Pavla                     |
| Radkov u Telče    | administrátor excurrendo, Telč                                       | sv. Bartoloměje                       |
| Rancířov          | administrátor excurrendo, Jemnice                                    | Nanebevzetí Panny Marie               |
| Rozseč u Třešti   | administrátor excurrendo, P. Mgr. Michael Alois Hladil, OPraem.      | Nejsvětějšího Srdce Páně              |
| Slavonice         | administrátor excurrendo, Dačice                                     | Nanebevzetí Panny Marie               |
| Stará Říše        | administrátor excurrendo, R. D. Mgr. Bc. Petr Pavel Severin, OPraem. | Všech svatých                         |
| Staré Hobzí       | R. D. PhDr. Hynek Šmerda, Ph.D.                                      | Nanebevzetí Panny Marie a sv. Ondřeje |
| Studená           | R. D. Martin Hönig                                                   | sv. Prokopa                           |
| Telč              | R. D. Mgr. Jiří Dobeš                                                | sv. Jakuba Staršího                   |
| Třebětice u Dačic | R. D. Mgr. Jaroslav Pezlar                                           | sv. Václava                           |
| Urbanov           | administrátor excurrendo, Telč                                       | sv. Jana Křtitele                     |
| Volfířov          | administrátor excurrendo, P. Petr Marian Masařík                     | sv. Petra a Pavla                     |